# Transgeen organisme

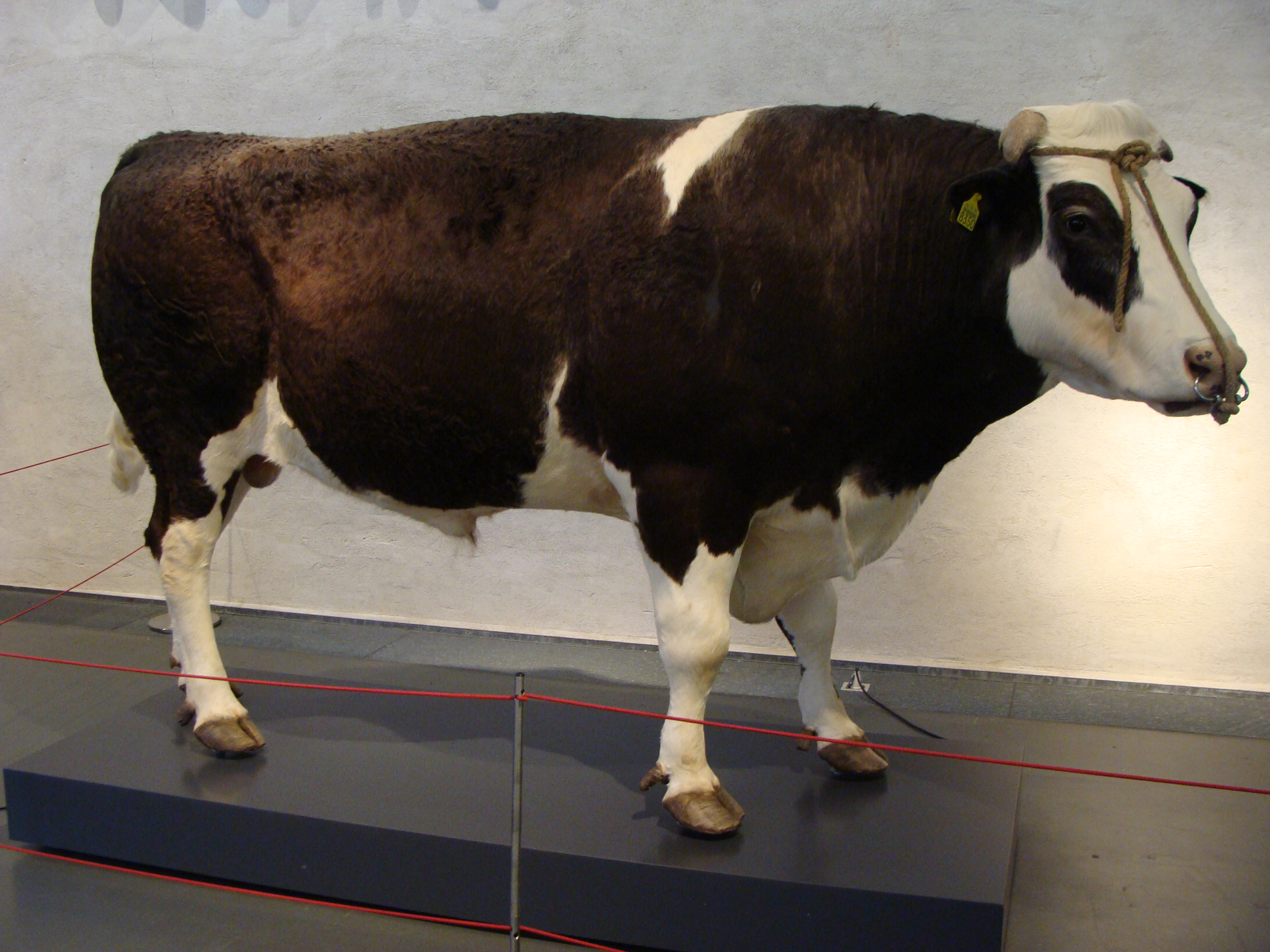
Stier Herman opgezet en tentoongesteld in Naturalis.

Een transgeen organisme is een organisme dat een vreemd gen, een transgen, afkomstig van een ander soort organisme in het erfelijk materiaal (DNA) draagt. Transgenese kan spontaan plaatsvinden door een natuurlijk proces, maar in de meeste gevallen, zeker bij hogere organismen, is er sprake van gericht menselijk handelen in de vorm van genetische technologie. In dit laatste geval worden de termen transgeen organisme en genetisch gemodificeerd organisme (ggo) nogal eens door elkaar gebruikt. Hoewel strikt gezien een ggo geen vreemd DNA hoeft te bezitten – het DNA van het organisme zelf kan zijn veranderd – of als het al vreemd DNA bezit, hoeft dit niet noodzakelijk een gen te zijn maar kan het ook een niet-coderende genetische sequentie zijn. De term ggo is in deze zin breder. Het tegenovergestelde van transgenese is cisgenese, waarbij soorteigen genen, bijvoorbeeld van het ene naar het andere ras, worden overgebracht.
Transgene varianten van modelorganismen worden in laboratoria veelvuldig vervaardigd en gebruikt voor biomedisch onderzoek. Een voorbeeld hiervan is de knock-outmuis, waarbij een bepaald gen of een groep genen uit het genoom wordt verwijderd en vervangen door een zogenaamd merkergen. Door de transgene dieren te bestuderen en analyseren, kan een indicatie worden verkregen over de functie van de verwijderde gen(en). Er zijn ook enkele voorbeelden bekend waarbij transgene dieren zijn ontwikkeld voor de productie van medicinale menselijke eiwitten in de melk van vrouwelijke nakomelingen, zoals dat het geval is bij stier Herman. Een ander voorbeeld is de genetische modificatie van gewassen, waaraan genen kunnen worden toegevoegd om deze resistent te maken tegen bepaalde ziekten of bestrijdingsmiddelen. Ook is er een voorbeeld bekend waarbij drie genen voor de synthese van vitamine A aan de rijstplant zijn toegevoegd, met als doel blindheid en sterfte door vitamine A-deficiëntie in derdewereldlanden tegen te gaan; de zogenaamde gouden rijst.